# 1re étape du Tour de France 1947
La première étape du Tour de France 1947 s'est déroulée le 25 juin 1947 entre Paris et Lille sur un parcours de 236 km. Elle a été remportée par le Suisse Ferdi Kübler.

## Parcours
La première étape relie Paris (département de la Seine) à Lille (département du Nord) sur une distance d'environ 250 kilomètres. Les coureurs s'élancent pour un défilé depuis l'Arc de triomphe le mercredi 25 juin, le vrai départ étant donné quelques kilomètres plus loin, à Pierrefitte (département de la Seine), à dix heures. La distance réelle de l'étape est de 236 km. Les villes traversées sont Luzarches, Chantilly, Creil, Clermont, Saint-Just-en-Chaussée, Breteuil, Flers, Amiens, Doullens, Arras, Lens et Carvin, l'arrivée étant jugée sur l'hippodrome Croisé-Laroche après un tour sur la piste cendrée extérieure. La principale difficulté du parcours est l'ascension de la côte de Doullens, avec une pente de 6%.

## Récit de la course
La course est calme, uniquement animée par une échappée solitaire du Néerlandais Arie Vooren (en) à Chantilly, jusqu'à Doullens. À l'entrée de la ville l'Italien Bertocchi lance les hostilités avec le Belge Impanis. Le Breton Mahé (équipe de l'Ouest) les rejoint, mais Bertocchi crève et Idée ramène le peloton sur les fuyards. Mahé retente sans succès sa chance au sommet de la côte de Doullens.
Un peloton d'environ 25 coureurs sur les 100 partants est encore groupé à l'approche d'Arras. À l'entrée de Lens, Danguillaume lâche ses compagnons au train et compte 25 s secondes d'avance à la sortie de la ville, puis jusqu'à 1 min 10 s entre Carvin et Seclin.
Les coureurs retrouvent alors l'ambiance de Paris-Roubaix, dans la poussière et les pavés. Danguillaume faiblit sur ces routes et est rejoint à l'entrée de Lille. C'est encore Mahé qui s'échappe alors, accompagné par Kübler, qui remporte la victoire de deux longueurs au sprint.
Mahé porte une réclamation, estimant avoir été tassé par Kübler, mais ne sera pas suivi par les commissaires.

## Classement de l'étape
| Classement de l'étape | Classement de l'étape | Classement de l'étape | Classement de l'étape          | Classement de l'étape |
|                       | Coureur               | Pays                  | Équipe                         | Temps                 |
| --------------------- | --------------------- | --------------------- | ------------------------------ | --------------------- |
| 1er                   | Ferdinand Kübler      | Suisse                | SUISSE / LUXEMBOURG            | en 6 h 51 min 55 s    |
| 2e                    | André Mahé            | France                | OUEST                          | à 0 s                 |
| 3e                    | Kleber Piot           | France                | FRANCE                         | à 1 min 24 s          |
| 4e                    | Arie Vooren (en)      | Pays-Bas              | HOLLANDE / ETRANGERS DE FRANCE | à 1 min 30 s          |
| 5e                    | Edouard Klabinski     | Pologne               | HOLLANDE / ETRANGERS DE FRANCE | à 1 min 39 s          |
| 6e                    | Briek Schotte         | Belgique              | BELGIQUE                       | à 1 min 47 s          |
| 7e                    | Aldo Ronconi          | Italie                | ITALIE                         | à 1 min 52 s          |
| 8e                    | Pierre Brambilla      | Italie                | ITALIE                         | à 1 min 57 s          |
| 9e                    | Jean Robic            | France                | OUEST                          | à 2 min 9 s           |
| 10e                   | Giuseppe Tacca        | Italie                | ITALIE                         | à 2 min 9 s           |
| 11e                   | René Vietto           | France                | FRANCE                         | à 2 min 58 s          |
| 12e                   | Émile Idée            | France                | FRANCE                         | à 3 min 32 s          |
| modifier              |                       |                       |                                |                       |

## Classement général
| Classement général | Classement général | Classement général | Classement général             | Classement général |
|                    | Coureur            | Pays               | Équipe                         | Temps              |
| ------------------ | ------------------ | ------------------ | ------------------------------ | ------------------ |
| 1er                | Ferdinand Kübler   | Suisse             | SUISSE / LUXEMBOURG            | en 6 h 51 min 55 s |
| 2e                 | André Mahé         | France             | OUEST                          | à 30 s             |
| 3e                 | Kleber Piot        | France             | FRANCE                         | à 2 min 24 s       |
| 4e                 | Arie Vooren (en)   | Pays-Bas           | HOLLANDE / ETRANGERS DE FRANCE | à 2 min 30 s       |
| 5e                 | Edouard Klabinski  | Pologne            | HOLLANDE / ETRANGERS DE FRANCE | à 2 min 39 s       |
| 6e                 | Briek Schotte      | Belgique           | BELGIQUE                       | à 2 min 47 s       |
| 7e                 | Aldo Ronconi       | Italie             | ITALIE                         | à 2 min 52 s       |
| 8e                 | Pierre Brambilla   | Italie             | ITALIE                         | à 2 min 57 s       |
| 9e                 | Jean Robic         | France             | OUEST                          | à 3 min 9 s        |
| 10e                | Giuseppe Tacca     | Italie             | ITALIE                         | à 3 min 9 s        |
| 11e                | René Vietto        | France             | FRANCE                         | à 3 min 58 s       |
| 12e                | Émile Idée         | France             | FRANCE                         | à 4 min 32 s       |
| modifier           |                    |                    |                                |                    |